# Списак музичких албума објављених у 2012. години
Овај чланак садржи списак музичких албума који су објављени током 2012. године.

## Март
| Датум    | Извођач(и)          | Назив албума | Изв.  |
| -------- | ------------------- | ------------ | ----- |
| 13. март | Spawn of Possession |              | [ 1 ] |
| 27. март | Shinedown           |              | [ 1 ] |

## Април
| Датум     | Извођач(и)     | Назив албума | Изв.  |
| --------- | -------------- | ------------ | ----- |
| 3. април  | Obie Trice     |              | [ 2 ] |
| 10. април | Counting Crows |              | [ 2 ] |

## Мај
| Датум   | Извођач(и)       | Назив албума | Изв.  |
| ------- | ---------------- | ------------ | ----- |
| 1. мај  | Carrie Underwood |              | [ 3 ] |
| 15. мај | Shadows Fall     |              | [ 3 ] |

## Август
| Датум      | Извођач(и)               | Назив албума | Изв.  |
| ---------- | ------------------------ | ------------ | ----- |
| 7. август  | Sixpence None the Richer |              | [ 4 ] |
| 14. август | Insane Clown Posse       |              | [ 4 ] |